# Hylomantis
Hylomantis és un gènere de granotes de la subfamília Phyllomedusinae.

## Taxonomia
- Hylomantis aspera
- Hylomantis buckleyi
- Hylomantis danieli
- Hylomantis granulosa
- Hylomantis hulli
- Hylomantis lemur
- Hylomantis medinai
- Hylomantis psilopygion